# Ratusz w Rybniku
Stary Ratusz w Rybniku – klasycystyczny budynek z wieżą zegarową nad osią centralną, wzniesiony w 1822 roku z inicjatywy burmistrza Antoniego Żelazko, piętrowy, murowany, prostokątny, 5-osiowy. Wnętrza, parter i wejście częściowo przekształcone. Od czasu remontu w 1993 roku jest siedzibą Urzędu Stanu Cywilnego i muzeum miejskiego. Mieści się przy zachodniej pierzei Rynku.